# Francouzská hokejová reprezentace do 20 let
Francouzská hokejová reprezentace do 20 let je výběrem nejlepších francouzských hráčů ledního hokeje v této věkové kategorii. Mužstvo je účastníkem skupiny B I. divize juniorského mistrovství světa (nižší skupina druhé úrovně).
Největším úspěchem byla účast na elitním šampionátu 2002.

## Účast v elitní skupiněmistrovství světa
| MS       | Místo konání                      | Umístění           | Soupiska |
| -------- | --------------------------------- | ------------------ | -------- |
| MSJ 2002 | Česko (Pardubice, Hradec Králové) | 10. místo (sestup) | soupiska |

Výsledky
Základní skupina: Kanada 0:15, Rusko 1:5, Finsko 0:8, Švýcarsko 0:8.
O udržení: Bělorusko 3:2 a 2:4 po samostatných nájezdech.

## Souhrn výsledků v nižších divizích
B skupina (od roku 2001 I. divize) je druhou kategorií MS, třetí kategorií je C skupina (od roku 2000 II. divize). Od roku 2012 se divize dělí na výkonnostní skupiny A (o postup do vyšší) a B (výkonnostně slabší).
| - 1979 - 2. místo v B skupině - 1980 - 7. místo v B skupině - 1981 - 8. místo v B skupině - 1982 - 5. místo v B skupině - 1983 - 5. místo v B skupině - 1984 - 6. místo v B skupině - 1985 - 8. místo v B skupině (sestup) - 1986 - 1. místo v C skupině (postup) - 1987 - 5. místo v B skupině - 1988 - 5. místo v B skupině - 1989 - 6. místo v B skupině - 1990 - 5. místo v B skupině - 1991 - 3. místo v B skupině - 1992 - 4. místo v B skupině - 1993 - 5. místo v B skupině - 1994 - 3. místo v B skupině - 1995 - 4. místo v B skupině - 1996 - 7. místo v B skupině - 1997 - 3. místo v B skupině - 1998 - 6. místo v B skupině - 1999 - 7. místo v B skupině | - 2000 - 3. místo v B skupině - 2001 - 1. místo v I. divizi (postup) - 2003 - 4. místo v jedné ze dvou skupin I. divize - 2004 - 3. místo v jedné ze dvou skupin I. divize - 2005 - 4. místo v jedné ze dvou skupin I. divize - 2006 - 4. místo v jedné ze dvou skupin I. divize - 2007 - 4. místo v jedné ze dvou skupin I. divize - 2008 - 5. místo v jedné ze dvou skupin I. divize - 2009 - 3. místo v jedné ze dvou skupin I. divize - 2010 - 6. místo v jedné ze dvou skupin I. divize (sestup) - 2011 - 1. místo v jedné ze dvou skupin II. divize (postup) - 2012 - 1. místo v B skupině I. divize (postup) - 2013 - 6. místo v A skupině I. divize (sestup) - 2014 - 3. místo v B skupině I. divize - 2015 - 4. místo v B skupině I. divize - 2016 - 1. místo v B skupině I. divize (postup) - 2017 - 3. místo v A skupině I. divize - 2018 - 4. místo v A skupině I. divize - 2019 - 6. místo v A skupině I. divize (sestup) - 2020 - 2. místo v B skupině I. divize - 2021 - nižší divize zrušeny kvůli pandemii koronaviru |

## Individuální rekordy na MSJ
(pouze elitní skupina)

### Celkové i za turnaj
Utkání: 6, dvacet hráčů (2002)
Góly: 2, Aram Kevorkian a Pierre-Yves Albert (2002)
Asistence: 2, Mickael Brodin (2002)
Body: 3, Mickael Brodin (2002)
Trestné minuty: 27, Mathieu Jestin (2002)
Vychytaná čistá konta: 0
Vychytaná vítězství: 1, Landry Macrez (2002)

## Hráči v NHL
- Yohann Auvitu - MSJ I. divize 2007, 2008 a 2009
- Pierre-Édouard Bellemare - MSJ I. divize 2004 a 2005
- Stéphane Da Costa - MSJ I. divize 2008 a 2009
- Cristobal Huet - MSJ skupiny B 1995
- Antoine Roussel - MSJ I. divize 2009